# Jubiläumsgrat

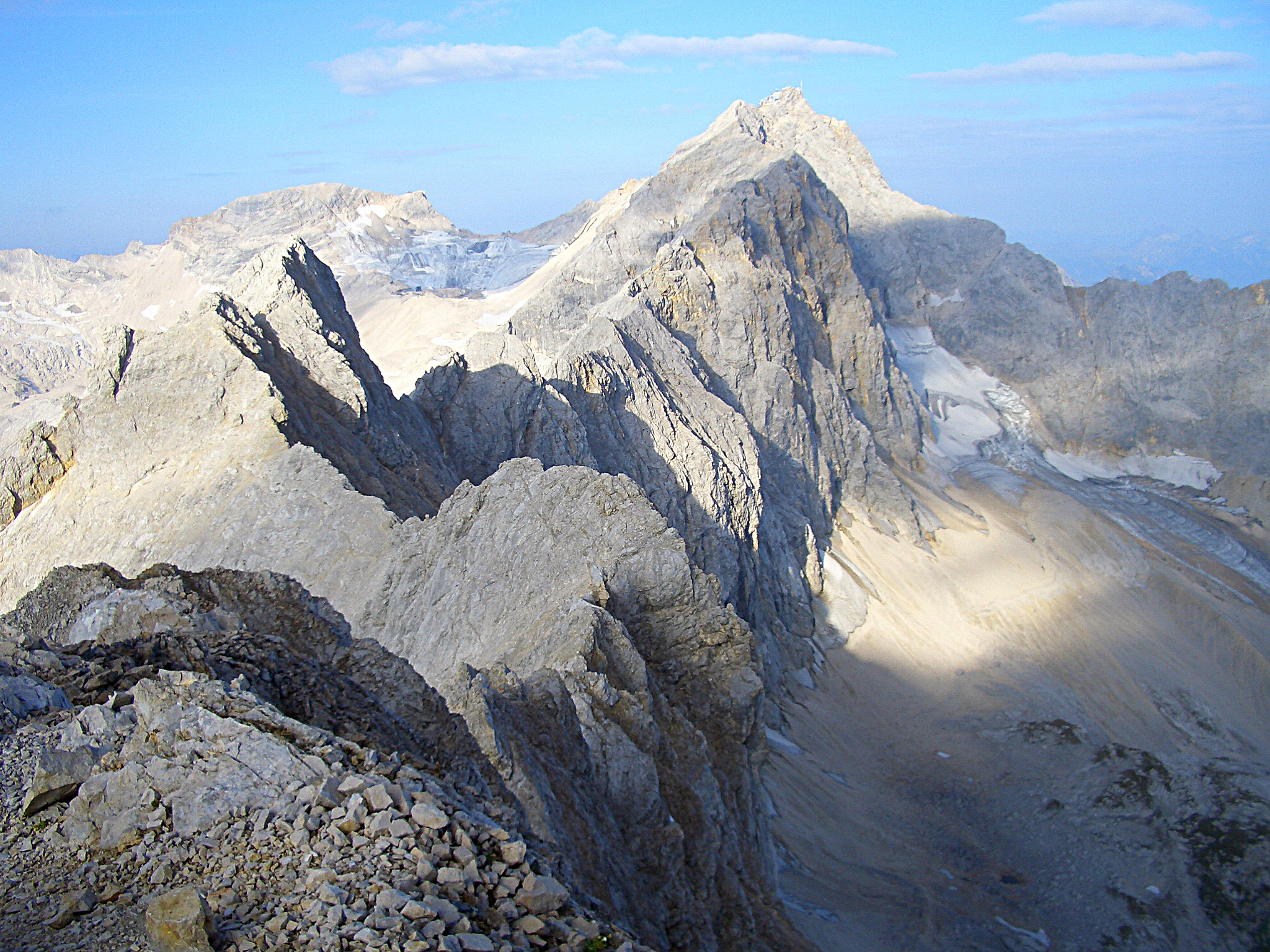
Westteil des Jubiläumsgrates mit Blick zur Zugspitze von der Mittleren Höllentalspitze

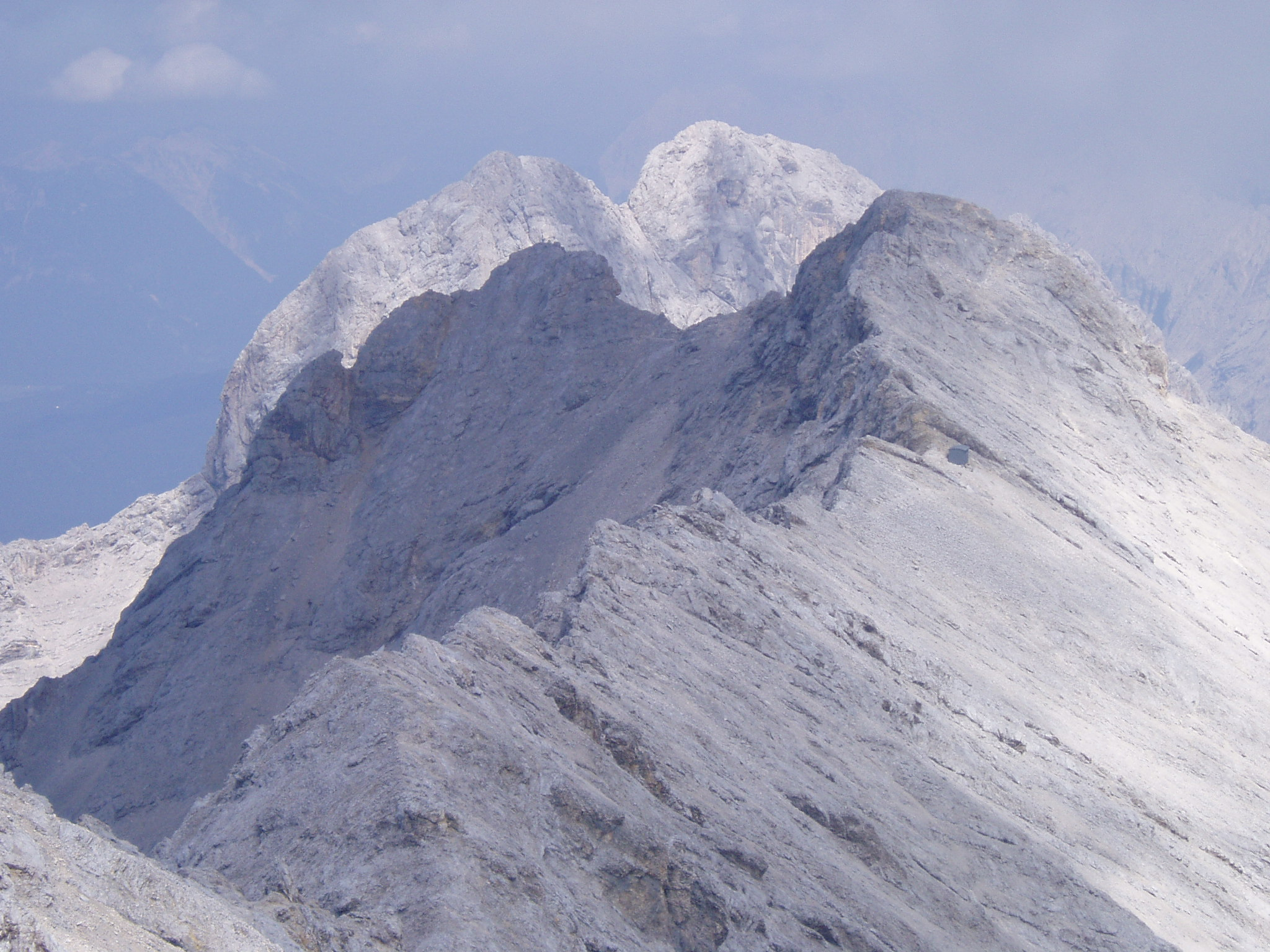
Jubiläumsgrat mit der alten Biwakschachtel, Blick zur Alpspitze nach Aufstieg über Brunntalgrat

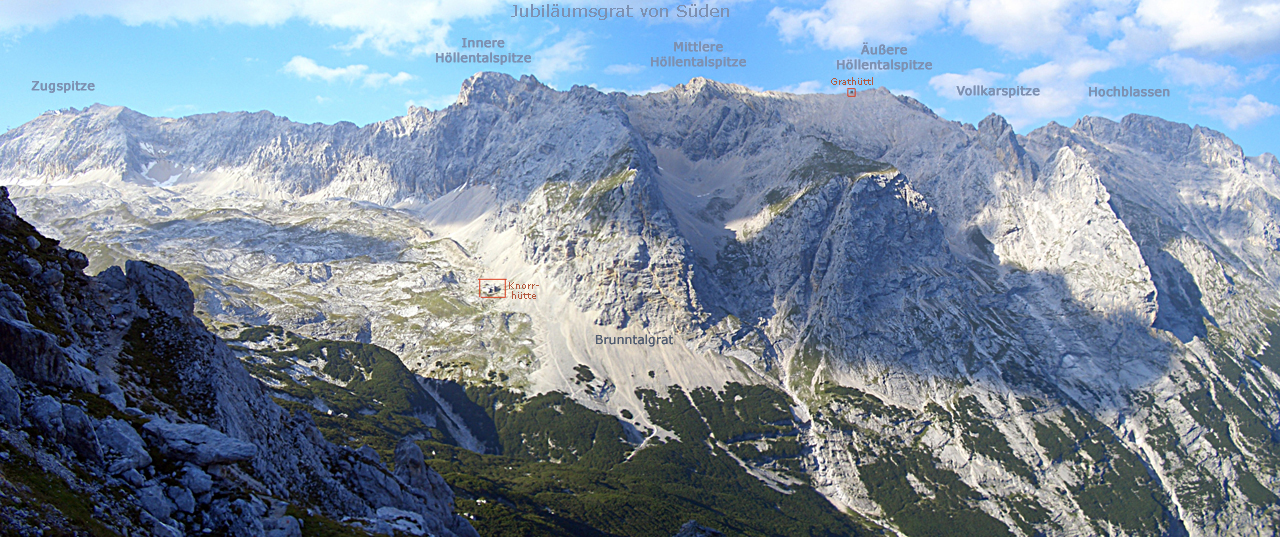
Jubiläumsgrat von Süden

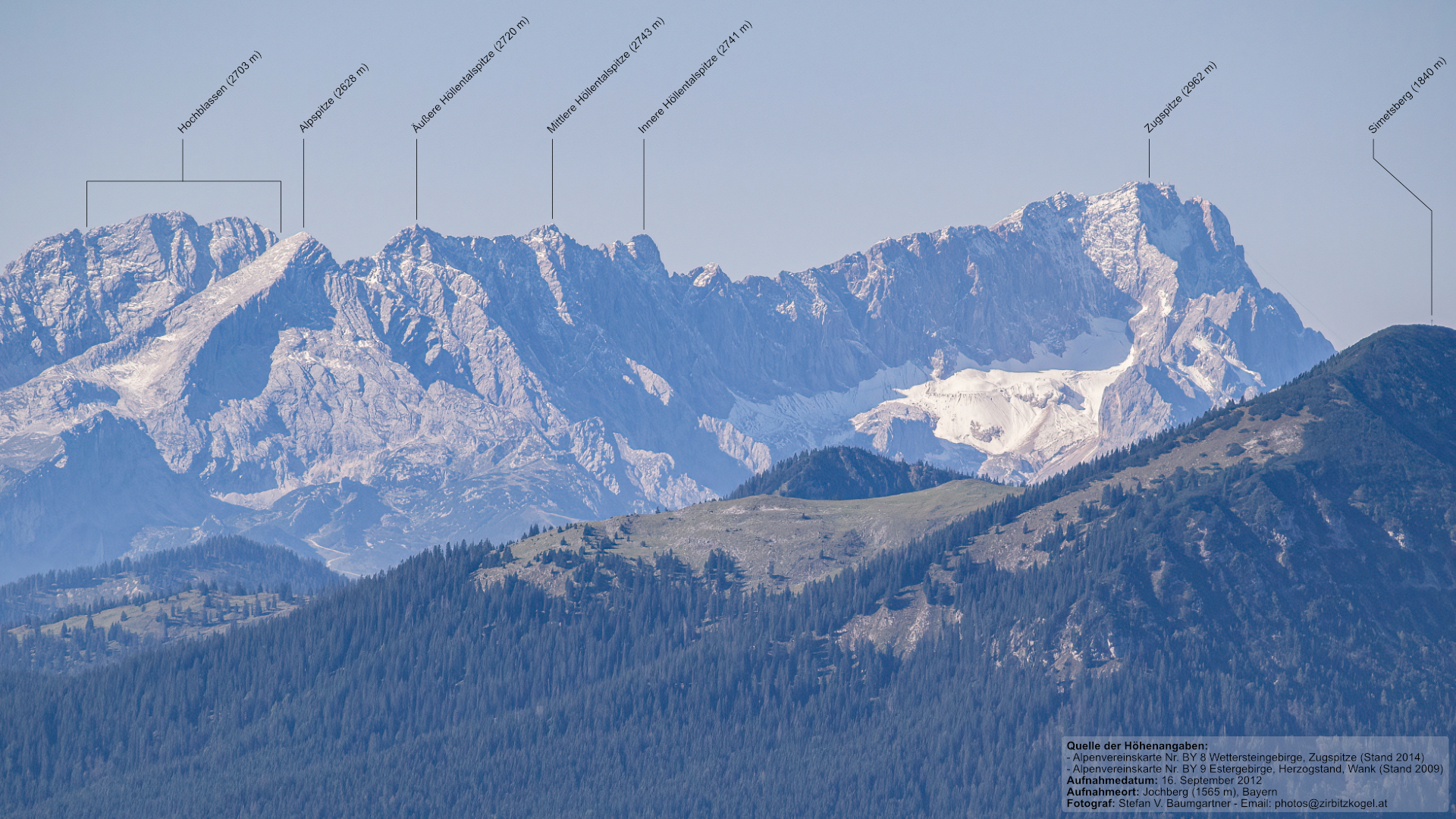
Jubiläumsgrat von Nordosten

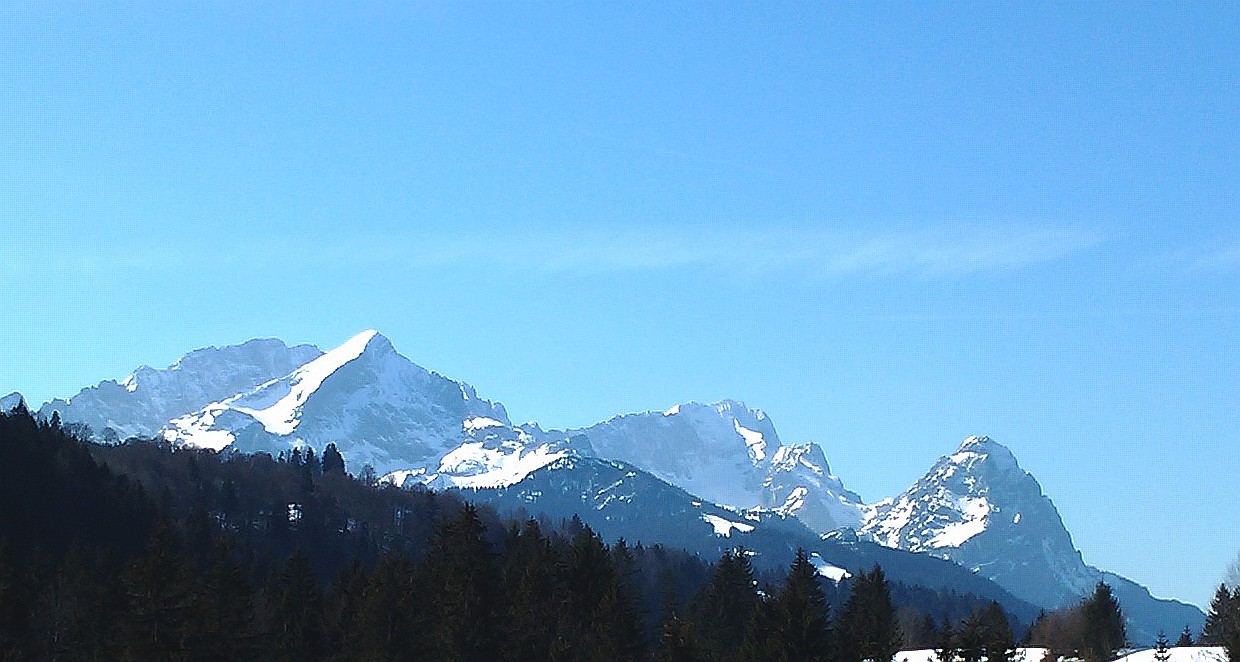
Jubiläumsgrat von Osten

Als Jubiläumsgrat oder auch Jubiläumsweg (kurz: „Jubi“, „Jubigrat“ oder „Jubelgrat“) wird die Führe über den Verbindungsgrat zwischen der Zugspitze (2962 m) und dem Hochblassen (2706 m) bezeichnet (deswegen auch „Blassenkamm“ genannt), vor dessen Nordwestabbruch man an der „Falschen Grießkarscharte“ normalerweise zur Alpspitze (2628 m) hinüberquert oder über das Mathaisenkar absteigt. Im Gratverlauf werden die drei Höllentalspitzen (2740 m), die Vollkarspitze (2618 m) und etliche Grataufschwünge überschritten oder umgangen. Die Route ist eine hochalpine Tour und nicht, wie oftmals dargestellt, ein Klettersteig.

## Geschichte
Die Bezeichnung geht zurück auf die Gründungsmitglieder der Sektion München des Deutschen Alpenvereins, die im Gegenzug für die Ehrungen zum 25-jährigen Bestehen der Sektion im Jahr 1894 zunächst 900 Mark spendeten, mit denen ein „Jubiläumsweg“ finanziert werden sollte. Bis zum Ersten Weltkrieg kam durch weitere Stiftungen und Zinsen ein Betrag von 9400 Mark zusammen, die unter anderem dem Bau der Führe über den auch Höllentalgrat genannten Kamm zugutekamen. Allerdings war das Vorhaben nicht unumstritten und die Sicherungsanlagen, an denen man von 1906 bis 1915 arbeitete, wurden nie in Gänze fertiggestellt, ja teilweise sogar wieder zurückgebaut. Insbesondere das Gratstück zwischen der Inneren Höllentalspitze und der Zugspitze ist weitgehend frei von Eisenklammern und Drahtseilsicherungen.
Auch über die Bezeichnung ist viel diskutiert worden. Es wurde befürchtet, dass der Name „Jubiläumsweg“ zu viele Personen in ein hochalpines Gelände locken würde, dem sie nicht gewachsen sind. Heute wird für die Tour daher zumeist der Begriff „Jubiläumsgrat“ verwendet.
Erstmals überschritten wurde der Grat bis zur inneren Höllentalspitze 1896 von Emil Diehl, auf der ganzen Länge bis zur Alpspitze 1897 von Ferdinand Henning. Die erste Winterbegehung erfolgte erst am 19./20. März 1927 durch W. Hofmeier, Karl von Kraus und Karl Wien. Weihnachten 1936 gelang Otto Eidenschink die erste Winter-Alleinbegehung. In 24 Stunden überwand er den Grat unter schwierigen hochwinterlichen Bedingungen von der Stuibenhütte bis zum Münchner Haus.

## Führe

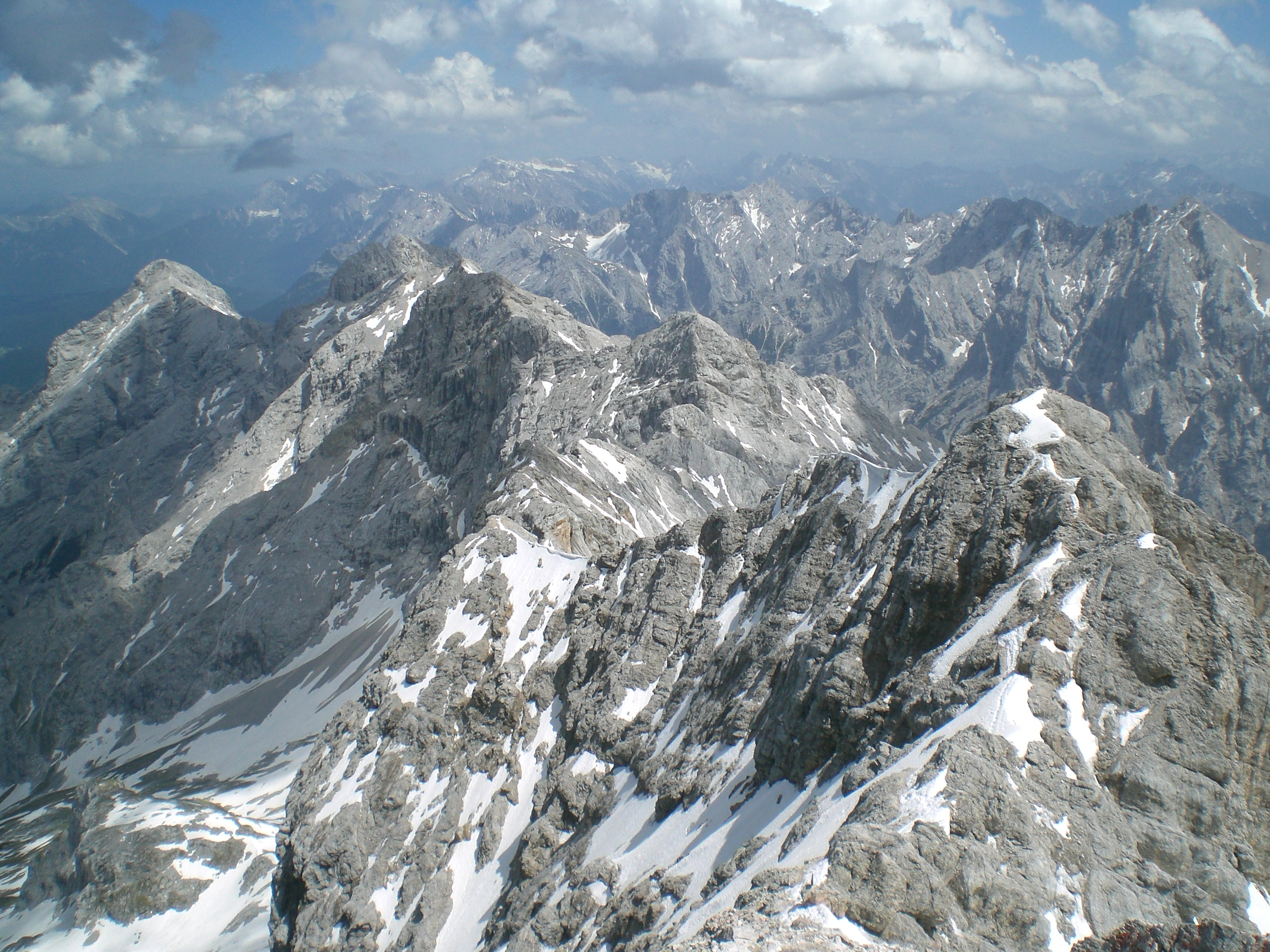
Jubiläumsgrat – Blick vom Ostgipfel der Zugspitze zur Alpspitze

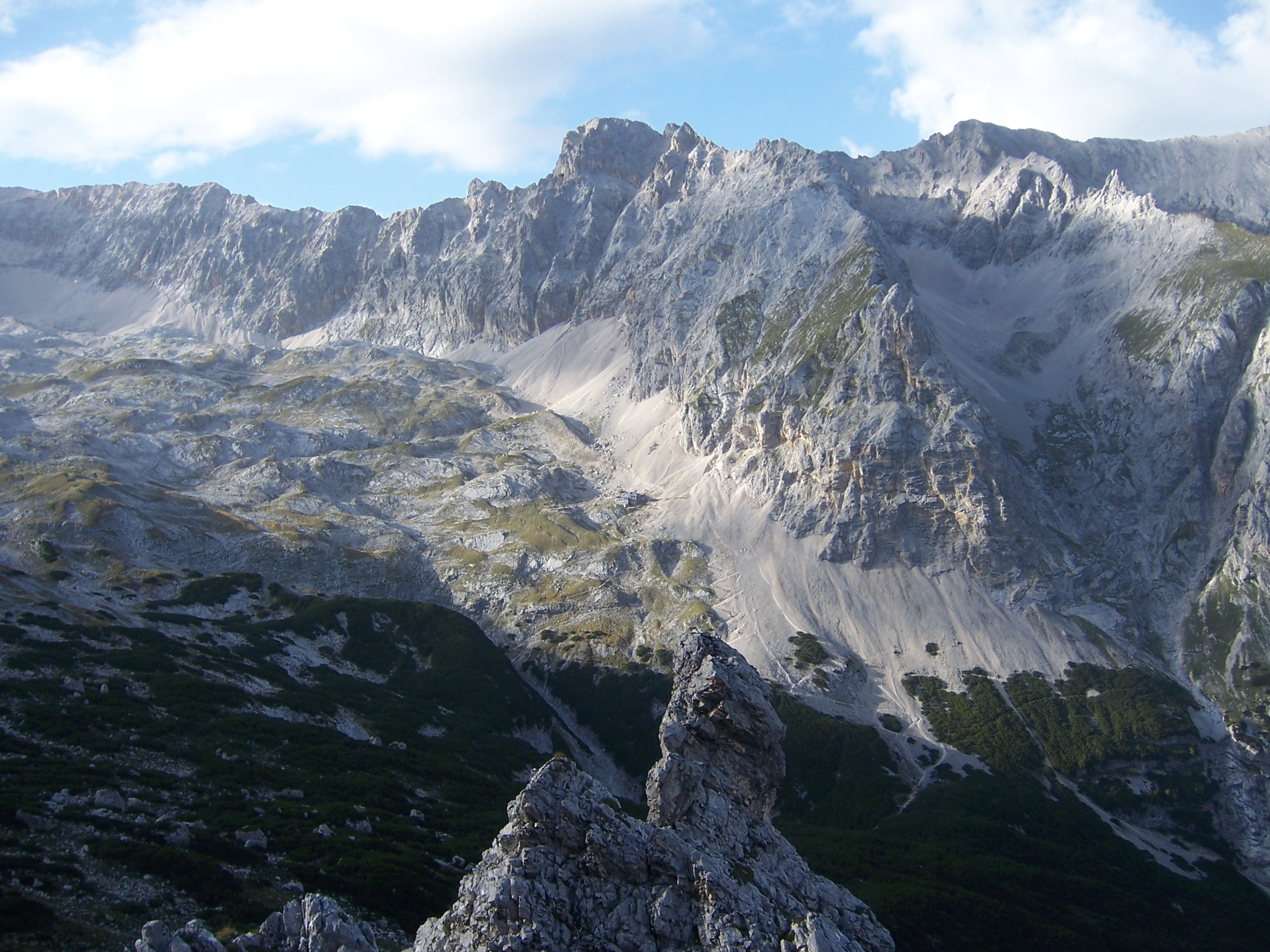
Westteil des Jubiläumsgrats oberhalb der Knorrhütte mit Brunntalgrat von Süden

Der Jubiläumsgrat kann grundsätzlich in beide Richtungen begangen werden. Häufig starten die Alpinisten von der Zugspitze, nachdem sie im Münchner Haus genächtigt haben oder mit der ersten Seilbahn auf den Gipfel gefahren sind. Beim Verlassen des Zugspitzplateaus verweist eine Tafel auf die letzte Talfahrt der Alpspitzbahn. Den Einstieg erreicht man bereits kurz nach Überschreiten des Zugspitz-Ostgipfels. Der Übergang von West nach Ost hat darüber hinaus den Vorteil, dass etwas mehr ab- als aufgestiegen werden muss. Trotzdem ergeben sich auf Grund des Gratverlaufes noch ca. 800 Höhenmeter Gegenanstieg. Das erste Gratdrittel bis zur Inneren Höllentalspitze bildet den anspruchsvollsten Teil der Tour. Man geht hier früh morgens noch mit der höchsten Aufmerksamkeit. Nach Überschreitung der drei Höllentalspitzen nimmt die Zahl der Versicherungen zu. An der Vollkarspitze sind mit zwei Felsstürzen auch Teile der früheren Führe weggebrochen. Von der Vollkarspitze zieht der Jubiläumsweg gegen die  Grießkarscharte, statt dem weiteren Gratverlauf zum Hochblassen zu folgen. Von der Scharte sind es noch gut 150 Höhenmeter bis zum Alpspitzgipfel.
Die Gehzeit zur Grießkarscharte beträgt üblicherweise 6–9 Stunden. Bei ungünstiger Witterung, unzureichender Kondition oder schlechten Verhältnissen kann sich die Begehungszeit auch auf 12 Stunden und mehr verlängern. Für den Abstieg von der Grießkarscharte sind je nach Ziel nochmals mindestens 2,5 Stunden einzuplanen. Übliche Ziele sind die Höllentalangerhütte im Höllental, die Osterfelderkopf-Seilbahn oder das Kreuzeckhaus. Setzt man die Tour von der Grießkarscharte noch bis zum Alpspitzgipfel fort, sind weitere zeitliche Reserven einzuplanen.
Bei entsprechender Witterung wird der Jubiläumsgrat von versierten Alpinisten auch im Winter begangen, erfordert dann aber oft ein Biwak.

## Jubiläumsgrathütte (Höllentalgrathütte)
Etwa in der Mitte des Jubiläumsgrates, zwischen Mittlerer und Äußerer Höllentalspitze, befindet sich die Jubiläumsgrathütte (47° 25′ 15,1″ N, 11° 1′ 34,8″ O), eine unbewirtschaftete, aus Aluminium geschweißte, rot lackierte Biwakschachtel, die nur in Notfällen zur Übernachtung dient und 12 Personen Platz bietet. Die alte, aus Wellblech gefertigte Biwakschachtel aus dem Jahr 1962 wurde Ende Juli 2011 demontiert und am 12. August 2011 durch die neue Schachtel ersetzt. Die erste Notunterkunft auf dem Jubiläumsgrat wurde bereits im Jahr 1914 errichtet.

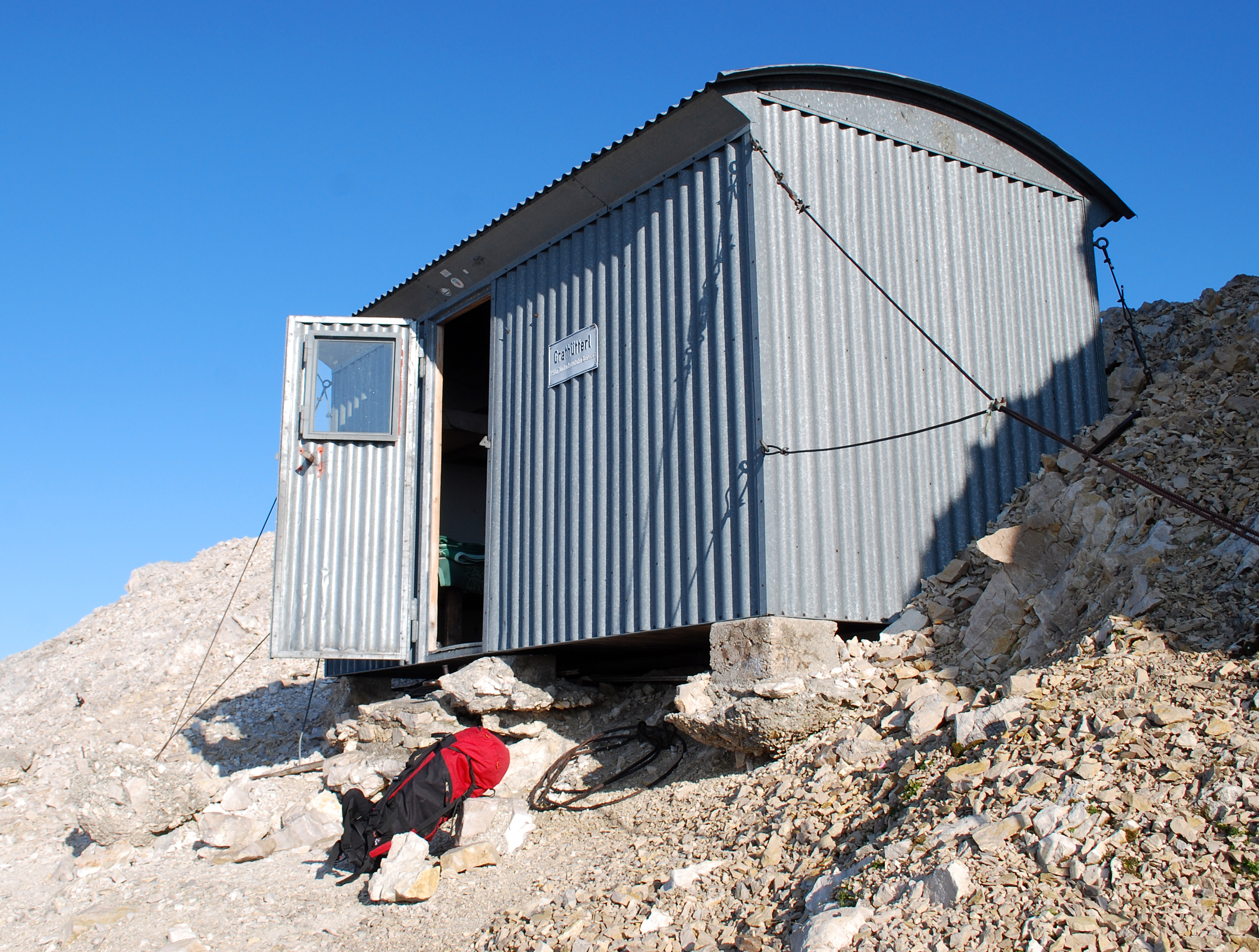
Das mittlerweile abgebaute Jubiläumsgrathütterl
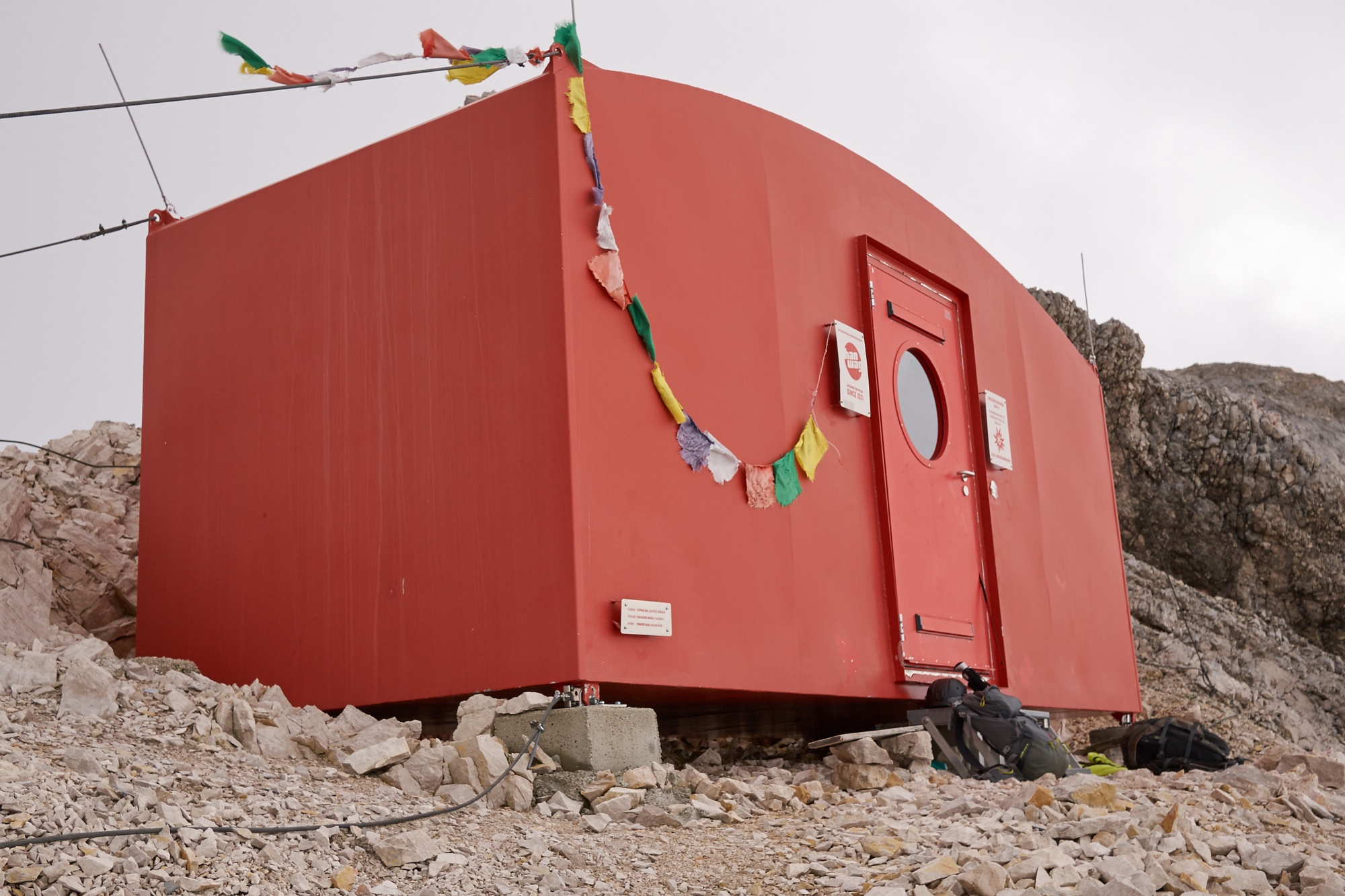
Die 2011 errichtete neue Biwakschachtel

## Schwierigkeit

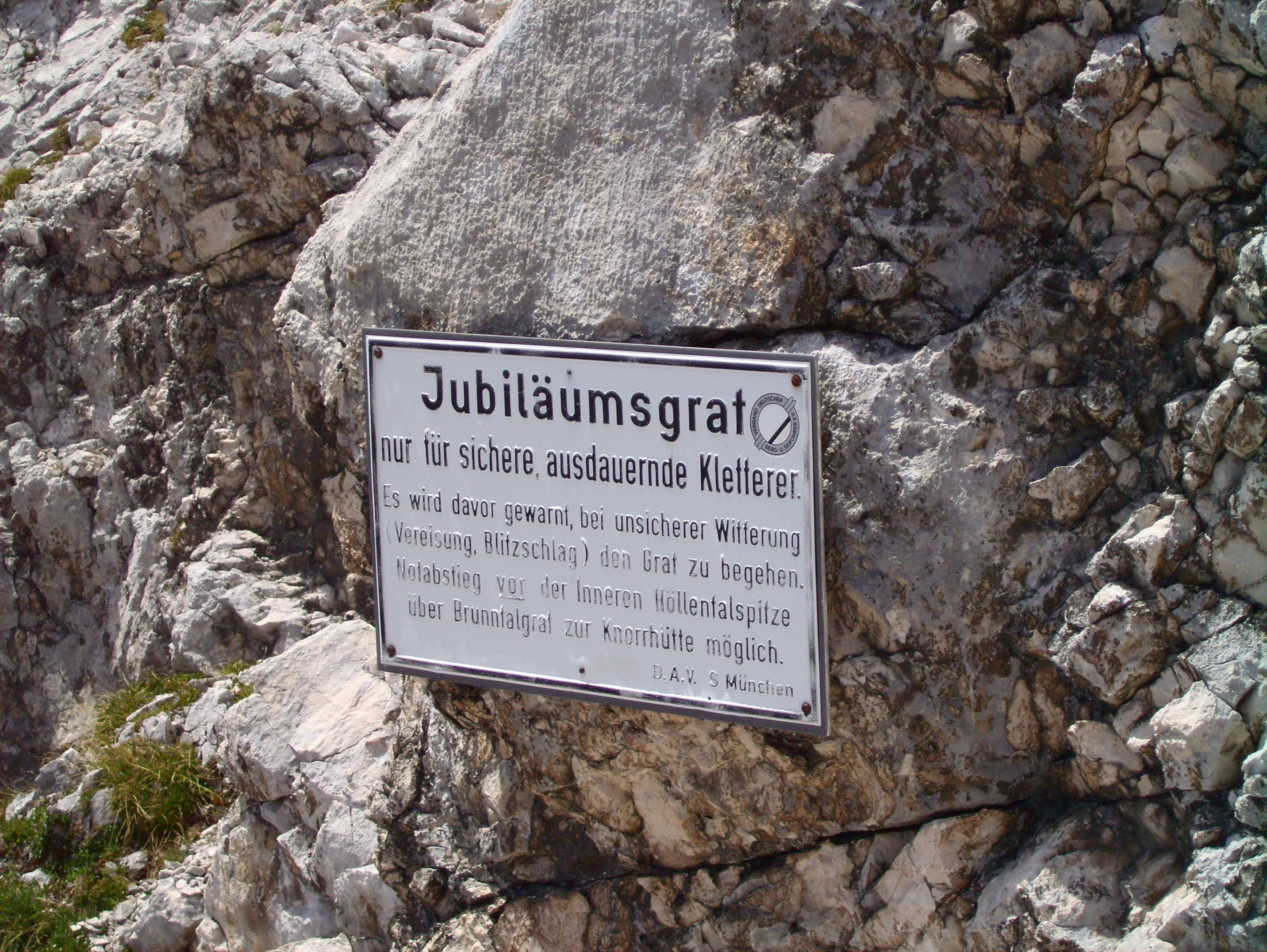
Jubiläumsgrat – Warnschild an der Grießkarscharte

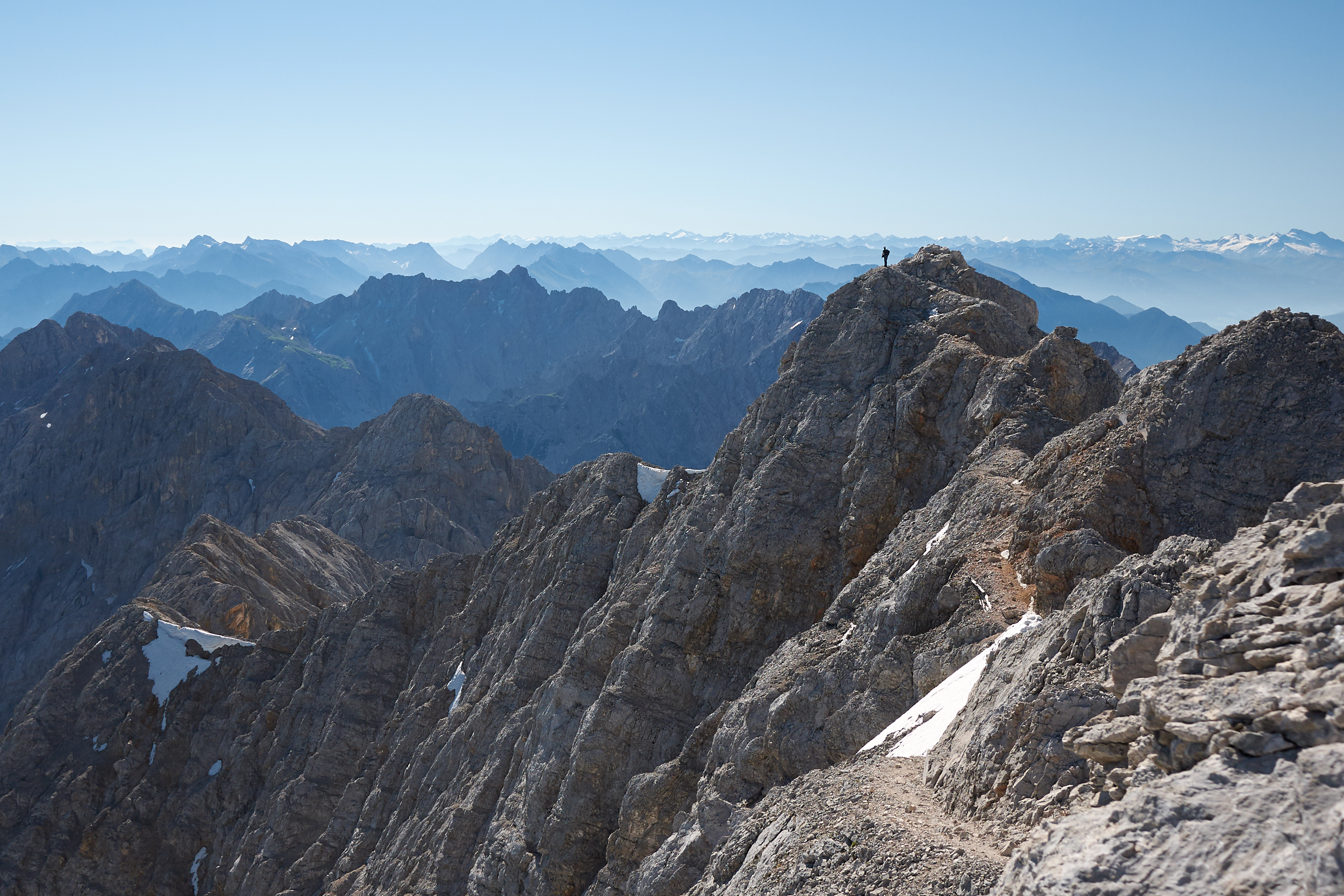
Bergsteiger auf dem Jubiläumsgrat

Der Jubiläumsgrat weist auf seiner kompletten Länge immer wieder Stellen in den Schwierigkeitsgraden I und II bis hin zu III− (nach UIAA-Skala) auf. Durch zwei Bergstürze im Jahr 2001 an der Vollkarspitze haben sich zudem die klettertechnischen Schwierigkeiten dort deutlich erhöht; das schwierigste Stück ist inzwischen wieder durch ein Drahtseil und Trittklammern entschärft, erfordert jedoch großen Krafteinsatz (Klettersteig Schwierigkeit D).
Begeher müssen über absolute Schwindelfreiheit und Erfahrung im seilfreien Begehen von ausgesetzten Passagen verfügen. Der Grat ist zwischen Zugspitze und innerer Höllentalspitze teils nur einen halben Meter breit und bricht mehrere hundert Meter ins Höllental und zum Zugspitzplatt hin ab. Die konditionellen Anforderungen sind aufgrund der Länge des Grates hoch. Einige Stellen sind versichert, teils mit Stahlseilen, teils nur mit Haken zur Selbstsicherung. Im Sommer herrscht oft hohes Gewitterrisiko. Es gibt am Grat keinerlei Schatten und keine Möglichkeit, zwischen Zug- und Alpspitze seine Flüssigkeitsvorräte aufzufüllen.
Die Tour kann nur an einer Stelle vorzeitig über den Brunntalgrat-Steig abgebrochen werden. Dieser führt von der Inneren Höllentalspitze südwärts gegen den Brunntalkopf zur Knorrhütte (2052 m), in ca. 1½ Stunden. Er ist leicht zu verfehlen, kaum weniger anspruchsvoll (I–II) als der Jubiläumsgrat selbst und muss frei abgeklettert werden. Eine mit Eisenstäben „gesicherte“ Stelle ist sehr exponiert und erfordert höchste Konzentration. Kletterer, die nur den halben „Jubigrat“ begehen möchten, wählen den Zustieg ab der Knorrhütte und gelangen so in ca. 4½ Stunden über Brunntal- und Jubiläumsgrat zum Zugspitzgipfel mit dem Münchner Haus.